# Sito Seoane
Sito Seoane (Miami, Estados Unidos, 3 de marzo de 1989) es un futbolista estadounidense de origen español que juega de delantero en el Bergantiños Fútbol Club de la Segunda Federación.

## Biografía
Seoane creció en La Coruña, España, y comenzó su carrera juvenil en su ciudad natal, jugando para el Montañeros, Maravillas SD, Eiris SD y Laracha CF. En 2013 se mudó a los Estados Unidos para jugar al fútbol universitario para el San Jacinto College en Houston, donde integró el primer equipo All-American con honores ambos años y lideró a la nación en anotación en su segundo año que también le valió una nominación para el jugador del año. En sus dos años con el San Jacinto anotó 46 goles y repartió 25 asistencias en 37 partidos. 
Sus dos años exitosos en San Jacinto le valieron una prueba con el Houston Dynamo de la MLS en 2014, que fue seguido por una mudanza a la Southern New Hampshire University donde obtuvo su licenciatura en Comunicaciones Comerciales, antes de mudarse a Islandia, donde pasó los últimos dos años.
El 15 de julio de 2015, firma por el ÍBV Vestmannaeyjar de la Úrvalsdeild Karla.
En enero de 2016, se compromete con el Fylkir Reykjavík de la Úrvalsdeild Karla.
En enero de 2017, firma por el Ottawa Fury FC.
El 15 de mayo de 2018, regresa a Islandia para jugar en el UMF Grindavík.
En enero de 2019, firma por el Chattanooga Red Wolves SC.
El 22 de febrero de 2020, regresa al ÍBV Vestmannaeyjar de la Úrvalsdeild Karla.
El 31 de enero de 2023, regresa a España para jugar en el Bergantiños Fútbol Club de la Segunda Federación.

## Clubes
| Club                      | País           | Año       |
| ------------------------- | -------------- | --------- |
| Austin Aztex              | Estados Unidos | 2012      |
| San Jacinto College       | Estados Unidos | 2012-2013 |
| Austin Aztex              | Estados Unidos | 2013-2015 |
| ÍBV Vestmannaeyjar        | Islandia       | 2015-2016 |
| Fylkir Reykjavík          | Islandia       | 2016-2017 |
| Ottawa Fury FC            | Canadá         | 2017-2018 |
| UMF Grindavík             | Islandia       | 2018      |
| Chattanooga Red Wolves SC | Estados Unidos | 2019-2020 |
| ÍBV Vestmannaeyjar        | Islandia       | 2020-2022 |
| Bergantiños Fútbol Club   | España         | 2023-     |